# イオンスーパーセンター五城目店
イオンスーパーセンター五城目店（イオンスーパーセンターごじょうめてん）は、秋田県南秋田郡五城目町大川西野にあるイオン東北株式会社が運営するショッピングセンター。

## 概要
2001年（平成13年）6月16日に「ジャスコ五城目店」として開店、その後「ジャスコスーパーセンター五城目店」を経て、現在の名称に変更された。
ワンフロアの売場で5.4mの幅の中央主通路を設置して売場内も大型カートで通ることが可能なようにすると共に全商品の精算が一回で行えるようにするなど、ジャスコとしての開業当初から平屋建てでスーパーセンター業態を意識しており、初期のイオンのスーパーセンターとしての実験店的な役割を果たした。
当初は9:00 から 23:00 までの営業であったが2003年に24時間営業に延長するも、営業時間の見直しにより22時までの営業に短縮された。
2005年（平成17年）11月21日にはイオン株式会社から分社する形でイオンスーパーセンター株式会社が設立されたのにともない、当店舗を含むスーパーセンター9店舗がイオン株式会社から移管。
なお、ホームセンター部門はサンデーが運営する。

## 沿革
- 2001年（平成13年）
  - 4月29日 - 「イオンふるさとの森づくり」植樹祭を実施[8]。
  - 6月11日-15日 - ソフトオープン[9]。
  - 6月16日 - ジャスコ五城目店として開業[9]。
- 2003年（平成15年）8月1日 - 24時間営業に変更する[6]。
- 2005年（平成17年）11月21日 - イオンスーパーセンター株式会社が設立され、当店舗がイオン株式会社からイオンスーパーセンター株式会社に移管される[7]。
- 2006年（平成18年）12月1日 - 五城目町とイオンスーパーセンター五城目店にて、災害時の協力に関する協定を締結。
- 2010年（平成22年）2月16日 - 秋田県とイオンスーパーセンター株式会社にて､災害時における生活必需物資の供給に関する協定を締結[10]。
- 2011年（平成23年）3月1日 - 大店立地法上の届出名を、ジャスコ五城目ショッピングセンターからイオン五城目ショッピングセンターに変更[3]。
- 2013年（平成25年）6月2日 - 「マクドナルド五城目イオンスーパーセンター店」閉店。
- 2019（令和元年）
  - 6月9日 - 「カメラのキタムラ五城目・イオンスーパーセンター五城目店」閉店。
  - 6月30日 - 別棟「宮脇書店五城目店」閉店。
- 2020年（令和2年）4月1日 - 本店を含む全国のイオン直営売場での無料レジ袋配布終了[11]。
- 2021年（令和3年）6月30日 - 「サーティワンアイスクリームイオンスーパーセンター五城目店」閉店。
- 2024年（令和6年）1月29日 - 五城目警察署員や従業員約40人にて、不審者侵入を想定した訓練を実施[12]。
- 2025年（令和7年）
  - 1月21日 - 警察業務に貢献（捜査への協力や交通安全教室開催など、交通事故防止活動に貢献）したとして、五城目警察署からイオンスーパーセンター五城目店に感謝状を贈呈[13]。
  - 3月1日 - イオン東北株式会社によるイオンスーパーセンター株式会社の吸収合併に伴い、運営がイオン東北株式会社に移管。

## フロアとテナント

### フロア概要
核店舗のイオンスーパーセンター五城目店と17の専門店で構成される。ホームセンター部門はイオングループのサンデーが運営している。

### 主なテナント
フード
- パン工場（ベーカリー）

ファッション・グッズ
- ハニーズ（レディス）
- ラスコリナス（レディス）
- ザ・ダイソー（100円ショップ）

サービス・エンターテイメント
- うさちゃんクリーニング（クリーニング）
- AN KIN TAN（ゲームコーナー）

#### 別棟
- ガスト（ファミレス）
- ダイナム（パチンコ）
- ペトラス（ガソリンスタンド）

※テナント情報は2022年5月時点
出店テナント全店の一覧詳細情報や営業時間、ATMを設置している金融機関の詳細は「公式サイト」を参照。

## アクセス
自動車
- 秋田自動車道 - 五城目八郎潟ICから約2.5km（県道15号-国道285号または町道経由）

鉄道
- JR奥羽本線 - 八郎潟駅から徒歩で約46分、井川さくら駅から徒歩で約57分